# Neil Bartlett
Neil Bartlett (Newcastle upon Tyne, 15 settembre 1932 – Walnut Creek, 5 agosto 2008) è stato un chimico britannico, divenuto nel 2000 cittadino statunitense.

## Biografia
Neil Bartlett studiò presso il King's College dell'Università di Durham in Inghilterra, dove si laureò in chimica nel 1954 e dove ottenne il dottorato nel 1958. Sempre nel 1958 diventò professore presso l'Università della Colombia-Britannica (UBC) a Vancouver in Canada, carica che ricoprì sino al 1966.
Nel 1962, nei laboratori dell'UBC, fece una straordinaria scoperta preparando il primo composto di un gas nobile, che identificò come l'esafluoroplatinato di xeno, Xe+[PtF6]- facendo reagire platino Fluoruro e xeno.
Questo scoperta era in aperta contraddizione con tutte le idee dell'epoca a proposito della valenza chimica, in quanto si supponeva che lo xeno, come tutti i gas nobili, fosse completamente inerte a qualsiasi reazione chimica, secondo quanto stabilito dalla regola dell'ottetto di Lewis.
A seguito della scoperta di Bartlett, i chimici hanno successivamente individuato diversi fluoruri XeF2, XeF4, XeF6 e altri composti dello xeno.
Nel 1966, si trasferì negli Stati Uniti, dapprima all'Università di Princeton ed in seguito (nel 1969) all'Università della California a Berkeley dove lavorò in collaborazione con il Lawrence Berkeley National Laboratory.
Nel 1993 si è ritirato da Berkeley e nel 1999 dal laboratorio Lawrence.
Nel 2000 ha ricevuto la cittadinanza statunitense.
Nel 2002 è stato insignito della Medaglia Davy.
Nel 2006 le sue ricerche sulle reazioni dei gas nobili sono state inserite fra i prestigiosi ACS National Historical Chemical Landmark, premio che dal 1993 la American Chemical Society conferisce alle più recenti e significative scoperte nel settore della chimica.